# 1 High Street (Renfrew)

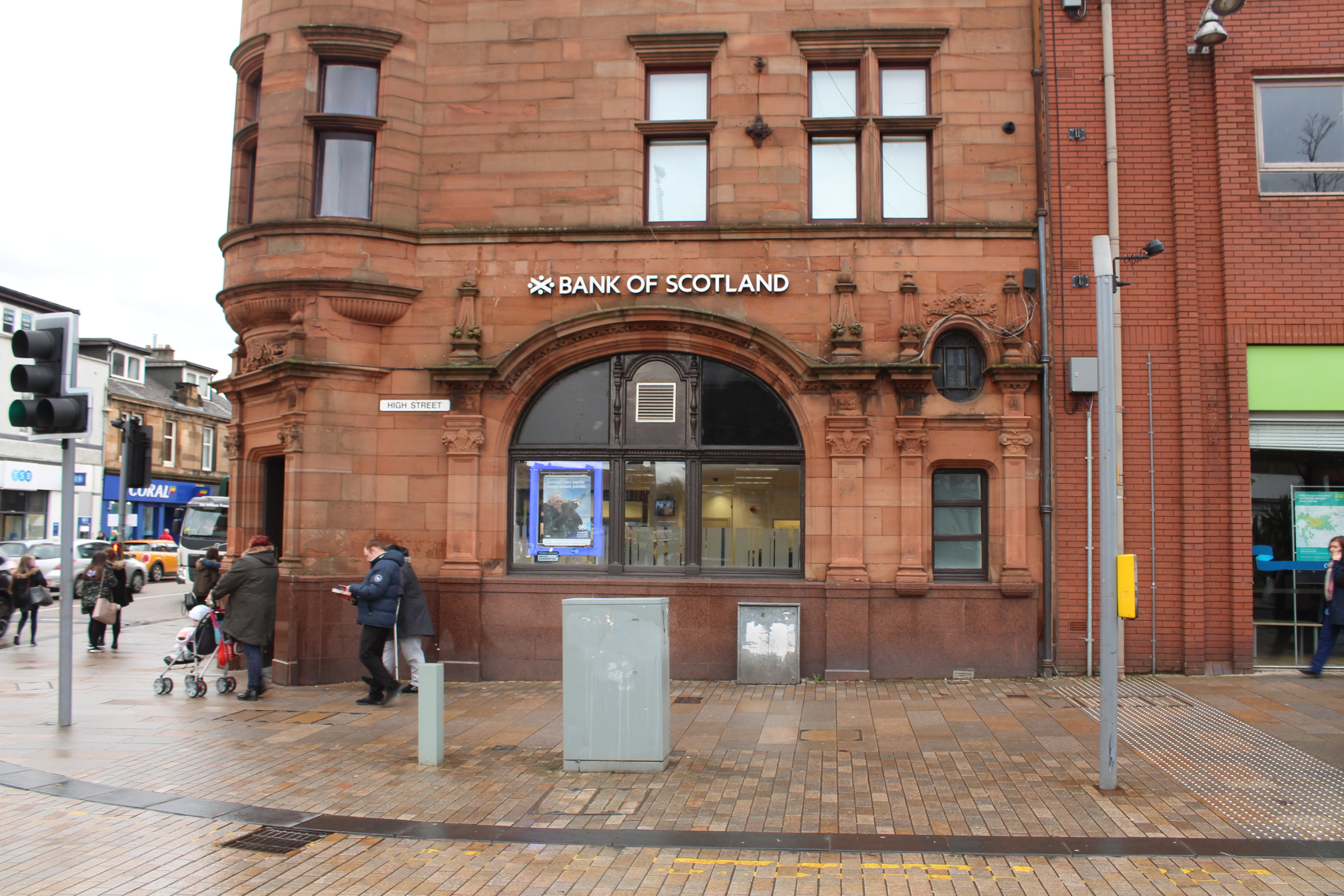
1 High Street

Unter der Adresse 1 High Street in der schottischen Stadt Renfrew in der Council Area Renfrewshire befindet sich eine Zweigstelle eines Kreditinstituts. 1994 wurde das Bauwerk in die schottischen Denkmallisten in die Denkmalkategorie B aufgenommen.

## Beschreibung
Es handelt sich um das Eckhaus zwischen Canal Street (A741) und High Street (A877) im Zentrum von Renfrew. Es wurde nach einem Entwurf der Architekten John More Dick Peddie und George Washington Browne im Jahre 1899 für die British Linen Bank erbaut. Heute ist dort eine Filiale der Bank of Scotland untergebracht. Stilistisch ist es an die Architektur der Renaissance angelehnt.
Das Mauerwerk des dreistöckigen Gebäudes besteht aus rotem Sandstein. Der Eingang befindet sich an der Gebäudekante. Er ist mit Blendpfeilern und einer detailreichen Bekrönung gearbeitet. Im Erdgeschoss sind Fenster in weiten Rundbögen verbaut, die ähnlich verziert sind. Oberhalb der Türe kragt ein zweistöckiges Ecktürmchen aus, das mit einem steilen, oktogonalen Helm schließt. Links tritt ein Erker hervor, der mit einem Segmentbogen-Blendgiebel schließt. Unterhalb des Daches läuft ein schlichtes Gesimse auf Kragsteinen um. Die Dächer sind mit grünem Schiefer eingedeckt.